# Systoechus poweri
Systoechus poweri är en tvåvingeart som beskrevs av Hesse 1938. Systoechus poweri ingår i släktet Systoechus och familjen svävflugor. Inga underarter finns listade i Catalogue of Life.